# Pleurothallis bicruris
Pleurothallis bicruris är en orkidéart som beskrevs av John Lindley. Pleurothallis bicruris ingår i släktet Pleurothallis och familjen orkidéer. Inga underarter finns listade i Catalogue of Life.